# Fritillaria meleagris
Fritillaria meleagris, comúnmente conocida como tablero de damas, es una pequeña planta bulbosa de la familia de las liliáceas oriunda de Europa.

## Descripción
Presenta tallos herbáceos de entre 15 a 20 cm de altura, al final de ellos surgen Las flores (2 o 3), en forma de campana colgante con un característico dibujo a cuadros en tonos marrón-rojizo, púrpura, blanco o gris. Florece entre marzo y mayo. Esta especie prefiere ambientes húmedos y crece en altitudes entre 0 y 800 m.

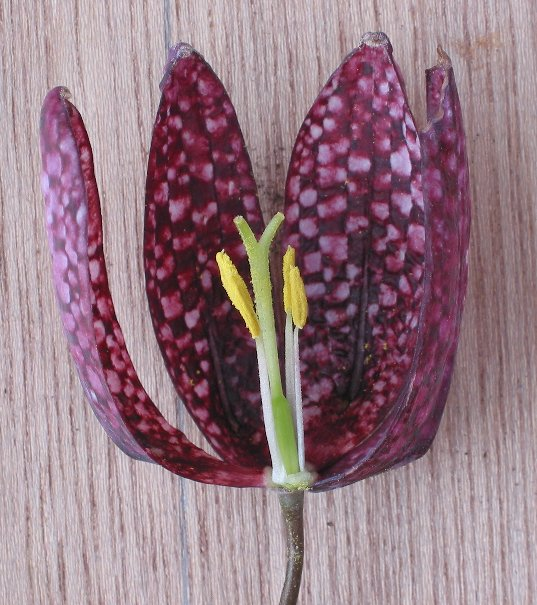
Corte de una flor

## Taxonomía
Fritillaria meleagris fue descrita por Carlos Linneo y publicado en Species Plantarum 1: 304, en 1753.

#### Etimología
Fritillaria: nombre genérico que deriva del término latino para un cubilete (fritillus),   y, probablemente, se refiere al patrón a cuadros de las flores de muchas especies.
meleagris: epíteto

#### Variedades
- Fritillaria meleagris subsp. burnatii (Planch.) Rix, Bot. J. Linn. Soc. 76: 356 (1978).
- Fritillaria meleagris subsp. meleagris.

#### Sinonimia
- Lilium meleagris (L.) E.H.L.Krause in J.Sturm, Deutschl. Fl., ed. 2, 1: 91 (1906).[3]